# Championnat de Jamaïque de football 2021
Navigation
Édition précédente Édition suivante
La saison 2021 du championnat de Jamaïque de football est la quarante-septième édition de la première division en Jamaïque, la National Premier League. Elle rassemble les onze meilleures équipes du pays au sein d'une poule unique où elles ne jouent exceptionnellement qu'une seule fois les unes contre les autres. À l’issue de cette phase régulière, les six premiers s’affrontent lors de la phase finale pour le titre.
Face au Waterhouse FC, c'est le Cavalier FC qui remporte cette édition écourtée et son deuxième titre de champion national, quarante ans après un premier sacre en 1981. Dans la petite finale, Tivoli Gardens se défait de la Mount Pleasant FA.

## Organisation
Le championnat se déroule en deux phases. 
La première phase rassemble les douze clubs du championnat en une poule unique. Chaque équipe rencontre les onze autres à deux reprises, une fois à domicile et une fois à l'extérieur. Dans un deuxième temps, chacune des équipes rencontre une autre fois les onze autres, l'emplacement du match étant tiré au sort.
La deuxième phase regroupe les six premières équipes de la première phase. Il s'agit d'un tableau à élimination directe. Les deux premières équipes sont directement qualifiées pour les demi-finales. Les quatre autres se rencontrant entre elles lors des quarts de finale.
Il n'y a pas de promotion et de relégation à l'issue de la saison 2021.

## Participants
Onze équipes disputent le championnat de la Jamaïque.
| \| Kingston: Arnett Gardens Cavalier FC Harbour View Molynes United Tivoli Gardens Waterhouse FC Dunbeholden Humble Lions Mount Pleasant Portmore Vere Kingston \| Localisation des clubs. |
| Kingston: Arnett Gardens Cavalier FC Harbour View Molynes United Tivoli Gardens Waterhouse FC Dunbeholden Humble Lions Mount Pleasant Portmore Vere Kingston                               |

| Équipe            | Classement 2019-2020 | Ville        | Stade                          |
| ----------------- | -------------------- | ------------ | ------------------------------ |
| Waterhouse FC     | 1er                  | Kingston     | Stade Waterhouse               |
| Mount Pleasant FA | 2e                   | Runaway Bay  | Complexe Drax Hall             |
| Portmore United   | 3e                   | Portmore     | Complexe sportive Ferdi Neita  |
| Humble Lions      | 4e                   | May Pen      | Stade The Effortville          |
| Tivoli Gardens    | 5e                   | Kingston     | Railway Oval                   |
| Dunbeholden FC    | 6e                   | Spanish Town | Prison Oval                    |
| Arnett Gardens    | 7e                   | Kingston     | Complexe Tony Spaulding Sports |
| Cavalier FC       | 8e                   | Kingston     | Stade East Field               |
| Harbour View      | 9e                   | Kingston     | Stade Harbour View             |
| Molynes United    | 10e                  | Kingston     | Parc Jacisera                  |
| Vere United       | 12e                  | Hayes        | Centre d'excellence Wembley    |

## Compétition

### Saison régulière

#### Classement
| Rang | Équipe            | Pts | J  | G | N | P | Bp | Bc | Diff |
| ---- | ----------------- | --- | -- | - | - | - | -- | -- | ---- |
| 1    | Waterhouse FC     | 19  | 10 | 5 | 4 | 1 | 18 | 8  | +10  |
| 2    | Cavalier FC       | 18  | 10 | 5 | 3 | 2 | 16 | 9  | +7   |
| 3    | Mount Pleasant FA | 18  | 10 | 5 | 3 | 2 | 13 | 10 | +3   |
| 4    | Tivoli Gardens    | 17  | 10 | 4 | 5 | 1 | 14 | 11 | +3   |
| 5    | Vere United       | 15  | 10 | 4 | 3 | 3 | 9  | 7  | +2   |
| 6    | Harbour View      | 15  | 10 | 4 | 3 | 3 | 12 | 11 | +1   |
| 7    | Dunbeholden FC    | 14  | 10 | 4 | 2 | 4 | 12 | 16 | -4   |
| 8    | Portmore United T | 13  | 10 | 4 | 1 | 5 | 11 | 19 | -8   |
| 9    | Arnett Gardens FC | 8   | 10 | 2 | 2 | 6 | 8  | 15 | -7   |
| 10   | Molynes United    | 7   | 10 | 1 | 4 | 5 | 8  | 16 | -8   |
| 11   | Humble Lions      | 6   | 10 | 2 | 0 | 8 | 10 | 19 | -9   |

|  | Qualification pour les demi-finales de la phase finale |
|  | Qualification pour les quarts de finale                |
|  | T : Tenant du titre                                    |

### Phase finale

#### Tableau
|  | Quarts de finale  | Quarts de finale  | Quarts de finale        | Quarts de finale     |                               |                               | Demi-finales                  | Demi-finales                  | Demi-finales            | Demi-finales |                   |                   | Finale | Finale | Finale | Finale |
|  |                   |                   |                         |                      |                               |                               |                               |                               |                         |              |                   |                   |        |        |        |        |
|  |                   |                   |                         |                      |                               |                               | 25 et 29 septembre 2021       |                               |                         |              |                   |                   |        |        |        |        |
|  |                   |                   |                         |                      |                               |                               |                               |                               |                         |              |                   |                   |        |        |        |        |
|  |                   |                   |                         |                      |                               |                               |                               |                               |                         |              |                   |                   |        |        |        |        |
|  |                   |                   |                         |                      |                               |                               |                               |                               |                         |              |                   |                   |        |        |        |        |
|  |                   |                   |                         |                      |                               |                               |                               |                               |                         |              |                   |                   |        |        |        |        |
|  | Waterhouse FC     | Waterhouse FC     | 1                       | 1                    |                               |                               |                               |                               |                         |              |                   |                   |        |        |        |        |
|  | Waterhouse FC     | Waterhouse FC     | 1                       | 1                    | 18 et 22 septembre 2021       |                               |                               |                               |                         |              |                   |                   |        |        |        |        |
|  |                   |                   | Mount Pleasant FA       | Mount Pleasant FA    | 0                             | 1                             |                               |                               |                         |              |                   |                   |        |        |        |        |
|  | Mount Pleasant FA | Mount Pleasant FA | Mount Pleasant FA       | Mount Pleasant FA    | 0                             | 1                             | 3                             | 1                             |                         |              |                   |                   |        |        |        |        |
|  | Mount Pleasant FA | Mount Pleasant FA | 25 et 29 septembre 2021 |                      |                               |                               | 3                             | 1                             |                         |              |                   |                   |        |        |        |        |
|  | Harbour View      | Harbour View      | 1                       | 1                    |                               |                               |                               |                               |                         |              |                   |                   |        |        |        |        |
|  | Harbour View      | Harbour View      | 1                       | 1                    | Waterhouse FC                 | Waterhouse FC                 | 1 (4)                         | 1 (4)                         |                         |              |                   |                   |        |        |        |        |
|  |                   |                   |                         |                      | Waterhouse FC                 | Waterhouse FC                 | 1 (4)                         | 1 (4)                         |                         |              |                   |                   |        |        |        |        |
|  |                   |                   | Cavalier FC t. a. b.    | Cavalier FC t. a. b. | 1 (5)                         | 1 (5)                         |                               |                               |                         |              |                   |                   |        |        |        |        |
|  |                   |                   |                         |                      | 1 (5)                         | 1 (5)                         |                               |                               |                         |              |                   |                   |        |        |        |        |
|  |                   |                   |                         |                      |                               |                               |                               |                               |                         |              |                   |                   |        |        |        |        |
|  |                   |                   |                         |                      |                               |                               |                               |                               |                         |              |                   |                   |        |        |        |        |
|  | Cavalier FC       | Cavalier FC       | 1                       | 0                    | Match pour la troisième place | Match pour la troisième place | Match pour la troisième place | Match pour la troisième place |                         |              |                   |                   |        |        |        |        |
|  | Cavalier FC       | Cavalier FC       | 1                       | 0                    | Match pour la troisième place | Match pour la troisième place | Match pour la troisième place | Match pour la troisième place | 18 et 22 septembre 2021 |              |                   |                   |        |        |        |        |
|  |                   |                   | Tivoli Gardens          | Tivoli Gardens       | 0                             | 0                             |                               |                               |                         |              |                   |                   |        |        |        |        |
|  | Tivoli Gardens    | Tivoli Gardens    | Tivoli Gardens          | Tivoli Gardens       | 0                             | 0                             | 0                             | 4                             |                         |              |                   |                   |        |        |        |        |
|  | Tivoli Gardens    | Tivoli Gardens    |                         |                      |                               |                               |                               | 4                             |                         |              | Mount Pleasant FA | Mount Pleasant FA | 1 (3)  | 1 (3)  |        |        |
|  | Vere United       | Vere United       | 0                       | 0                    |                               |                               |                               |                               |                         |              | Mount Pleasant FA | Mount Pleasant FA | 1 (3)  | 1 (3)  |        |        |
|  | Vere United       | Vere United       | 0                       | 0                    | Tivoli Gardens t. a. b.       | Tivoli Gardens t. a. b.       | 1 (4)                         | 1 (4)                         |                         |              |                   |                   |        |        |        |        |
|  |                   |                   |                         |                      |                               |                               |                               |                               |                         |              |                   |                   |        |        |        |        |

#### Finale
| 2 octobre 2021                                                                                       | Waterhouse FC             | 1 - 1                                                                                           | Cavalier FC     | UWI-JFF Captain Horace Burrell Centre of Excellence, Kingston |                           |
| | Damion Binns 90+8e (pen.) | (0 - 1)                                                                                         | 17e Jamoi Topey | Arbitrage : Oshane Nation                                     | Arbitrage : Oshane Nation |
| | Rapport                   |                                                                                                 |                 | Arbitrage : Oshane Nation                                     | Arbitrage : Oshane Nation |
| Damion Binns · Shaquille Bradford · Shevon Stewart · Andre Leslie · Ricardo Thomas · Kymani Campbell | Tirs au but 4 - 5         | Richard King · Jamoi Topey · Melvin Doxilly · Marlando Maxwell · Jeovanni Laing · Jamar Purcell |                 | Arbitrage : Oshane Nation                                     | Arbitrage : Oshane Nation |

| Vainqueur de la National Premier League 2021 Cavalier FC 2e titre |

## Bilan de la saison
| Championnat de Jamaïque de football 2021            |                        |
| Champion                                            | Cavalier FC (2e titre) |
| Qualifications continentales                        |                        |
| Championnat des clubs caribéens de la CONCACAF 2022 | Cavalier FC            |
| Championnat des clubs caribéens de la CONCACAF 2022 | Waterhouse FC          |
| Promotions et relégations                           |                        |
| Promus en National Premier League                   | Pas de promotion       |
| Relégués en Regional Leagues                        | Pas de relégation      |